# Distrito Nacional
Distrito Nacional is een speciale politieke en administratieve regio in de Dominicaanse Republiek. Het wordt genoemd bij de provincies maar is geen provincie. Het bevat de zetel van de regering en bestaat slechts uit één gemeente (municipio) n.l. Santo Domingo de Guzmán. De provinciale gouverneur treedt op als beheerder. Ze heeft een miljoen inwoners en is 92 km² groot.

## Geschiedenis van de provincie
De eerste provincie Santo Domingo (niet de huidige) werd gevormd in de Grondwet van 06 november 1844. 
In 1934 werd het Distrito Nacional, met de  municipios (gemeenten) Santo Domingo, San Cristóbal, Baní, Los Llanos, Bayaguana, Monte Plata en Boyá.
De Wet nr. 355 van 5 september 1854 op het "Provinciaal Bestuur" gaf de provincie de naam Santo Domingo de Guzmán, wiens naam in de grondwet en de daarop volgende wetten als Provincie Santo Domingo werd aangeduid.
Bij de daaropvolgende territoriale indelingen van het land werden nieuwe provincies gecreëerd, ten behoeven van het verminderen van het grondgebied van de provincies. Door Wet nr. 391 van 11 november 1932 werd Santo Domingo omgedoopt tot de Nationale provincie.
Op 7 september 1934 werd het Nationale District gevormd en werd de nieuwe afbakening ingehuldigd op 1 januari 1935. Omdat het Distrito Nacional slechts een gemeente zou zijn, werden andere gemeenschappen op het grondgebied van dit district ontbonden, zoals San Antonio de Guerra.
Op 15 januari 1936 werd bij wet vastgesteld, dat de naam veranderd in District Santo Domingo. 
Het werd door de Grondwet van 1 december 1955 definitief als Distrito Nacional genoemd.
De laatste verandering was in 2001 toen de huidige provincie Santo Domingo werd afgescheiden van het Distrito Nacional waardoor het grondgebied van het Distrito Nacional werd teruggebracht tot één gemeente Santo Domingo de Guzmán. 
De benaming Región Metropolitana bleef in gebruik en geldt nog steeds voor het Distrito Nacional èn de provincie Santo Domingo samen; dit gebied is identiek met de huidige administratieve regio Ozama en bestaat dus uit devolgende acht gemeenten: Boca Chica, Los Alcarrizos, Pedro Brand, San Antonio de Guerra, Santo Domingo de Guzmán, Santo Domingo Este, Santo Domingo Norte en Santo Domingo Oeste.

## Gemeenten
| - De provinciehoofdstad en hoofdstad van het land: Santo Domingo de Guzmán |